# Gaillardia pulchella
Gaillardia pulchella é uma espécie de planta com flor pertencente à família Asteraceae. 
A autoridade científica da espécie é Foug., tendo sido publicada em Histoire de l'académie royale des sciences. Avec les mémoires de mathématique & de physique 1786: 5, f. 1. 1788.

## Portugal
Trata-se de uma espécie presente no território português, nomeadamente no Arquipélago da Madeira.
Em termos de naturalidade é introduzida na região atrás indicada.

## Protecção
Não se encontra protegida por legislação portuguesa ou da Comunidade Europeia.

## Variedadepicta
Gaillardia pulchella var. picta é uma variedade ornamental do gênero Gaillardia, que como a Gaillardia pulchella var. pulchella é oriunda da América Central e América do Norte.
Ambas são cultivadas em jardins no Brasil. Possuem grandes e vistosos capítulos florais conhecidos por laços espanhóis.